# DomainKeys Identified Mail
DomainKeys Identified Mail (DKIM) – metoda łączenia domeny internetowej z wiadomością e-mail, przez to pozwalająca organizacji brać odpowiedzialność za treść e-maila. Sygnatura DKIM zabezpiecza przed podszywaniem się pod nadawcę (e-mail spoofing) z innych domen.

## Zasada działania
Nadawca wiadomości w nagłówku e-maila umieszcza sygnaturę DKIM. Serwer adresata dostaje wiadomość, następnie pobiera z DNS rekord TXT, w tym rekordzie powinny być dane pozwalające na zweryfikowanie sygnatury. Jeśli wszystko jest poprawne, adresat dostaje wiadomość. Domyślna metoda autoryzacji polega na użyciu kryptograficznej funkcji skrótu SHA-256 i RSA (algorytm z kluczem publicznym).
Przykładowe pole DKIM-Signature w nagłówku e-maila.
```
  DKIM-Signature: v=1; a=rsa-sha256; d=example.net; s=brisbane;
     c=relaxed/simple; q=dns/txt; l=1234; t=1117574938; x=1118006938;
     h=from:to:subject:date:keywords:keywords;
     bh=MTIzNDU2Nzg5MDEyMzQ1Njc4OTAxMjM0NTY3ODkwMTI=;
     b=dzdVyOfAKCdLXdJOc9G2q8LoXSlEniSbav+yuU4zGeeruD00lszZ
              VoG4ZHRNiYzR
```

## Tworzenie
Początkowo DKIM został zaprojektowany przez Marka Delanya z Yahoo! i ulepszony przez rady od wielu innych ludzi od roku 2004.
Kolejne poprawki były opisywane w RFC 4870 ↓, RFC 4871 ↓, RFC 5672 ↓ i RFC 6376 ↓.

## Historia
Największe amerykańskie firmy dostarczające e-maile zaimplementowały DKIM na swoich serwerach, między innymi Yahoo, Gmail i AOL.
Protokół DKIM powstał w 2004 roku w wyniku połączenia dwóch niezależnych inicjatyw: „enhanced DomainKeys” opracowanego przez Yahoo oraz „Identified Internet Mail” autorstwa Cisco. Połączona specyfikacja stała się podstawą dla serii dokumentów standaryzacyjnych IETF, które ostatecznie doprowadziły do publikacji RFC 6376 (STD 76).
DomainKeys koncentrował się na weryfikacji domeny nadawcy wiadomości przy użyciu DNS oraz zapewnieniu integralności danych, natomiast propozycja Cisco zakładała użycie podpisu cyfrowego jako podstawy autoryzacji wiadomości.
Po pierwszych wdrożeniach pojawiły się trudności z działaniem podpisów DKIM w przypadku pośredniego przekazywania wiadomości, szczególnie w kontekście list dyskusyjnych. Proponowane zmiany w samym protokole DKIM nie zostały jednak przyjęte – zamiast tego zmodyfikowano oprogramowanie obsługujące listy mailingowe.
W 2017 roku powołano grupę roboczą DKIM Crypto Update (dcrup), której celem było zaktualizowanie technik podpisywania wiadomości. W styczniu 2018 roku opublikowano RFC 8301, zakazujące użycia SHA-1 i aktualizujące długości kluczy (z 512–2048 do 1024–4096 bitów). We wrześniu 2018 roku ukazało się RFC 8463, wprowadzające obsługę krzywych eliptycznych i algorytmu k=ed25519, charakteryzującego się krótszymi kluczami publicznymi, lepiej nadającymi się do publikacji w DNS.

## Bezpieczeństwo
Stosowanie zbyt krótkiego klucza umożliwia szybkie jego złamanie i użycie do spreparowania wiadomości.